# Liste der Monuments historiques in Reichstett
Die Liste der Monuments historiques in Reichstett führt die Monuments historiques in der französischen Gemeinde Reichstett auf.

## Liste der Bauwerke
| Bezeichnung | Beschreibung                                                                         | Standort               | Kennzeichnung | Schutzstatus | Datum | Bild           |
| ----------- | ------------------------------------------------------------------------------------ | ---------------------- | ------------- | ------------ | ----- | -------------- |
| Fort Rapp   | ehemals Fort Moltke; Teil des Verteidigungsringes um Straßburg, 1872 bis 1874 erbaut | Rue de Lorraine (Lage) | PA67000049    | Inscrit      | 2001  | weitere Bilder |